# 스웨덴의 국기

국기 비율 5:8

스웨덴의 국기는 1906년 6월 22일에 제정되었다. 파란색 바탕에 노란색 스칸디나비아 십자가 그려져 있는 형태를 하고 있다. 가로세로 비율은 5:8이며, 가로 비율은 5:2:9, 세로 비율은 4:2:4이다.
1157년 스웨덴의 국왕이었던 에리크 9세가 십자군의 핀란드 원정에 나서기 전에 하느님에게 기도를 올릴 때 파란 하늘에 노란색 빛줄기의 십자가가 나타났다는 전설이 있다. 파란색과 금색은 1442년에 제정되었던 폴쿵 왕조의 문장에서 유래되었으며, 금색 십자가는 덴마크의 국기를 본떠 만들어졌다.
해군기와 군기의 비율은 1:2이며, 가로 비율은 5:2:5:8, 세로 비율은 4:2:4이다.

## 규격과 색상
스웨덴의 국기 규격과 색상은 다음과 같다.

스웨덴의 국기 규격

| 색상 | 파랑                | 노랑                |
| ---- | ------------------- | ------------------- |
| RGB  | 0–106–167 (#006AA7) | 254–204–0 (#FECC00) |

## 옛 국기

1520년경 ~ 1650년경
17세기 중반 ~ 1815년
1815년 ~ 1905년(스웨덴-노르웨이 연합)
스웨덴-노르웨이 연합 해군기

## 왕실기

국왕기
왕비·왕세자기

## 군기

1520년경 ~ 1650년
육군기 1761년 ~ 1813년
17세기 중반 ~ 1815년
1815년 ~ 1844년
1844년 ~ 1905년
현재  비율 1:2

### 해군기

준장기
소함대제독기
후방제독(소장)기
부제독(중장)기
제독(대장)기

## 같이 보기
- 스웨덴의 국장
- 스칸디나비아 십자